# Eileen Bennett Whittingstall
Eileen Bennett Whittingstall (de soltera Bennett; 16 de julio de 1907 – c. 18 de agosto de 1979, nombre completo Eileen Viviyen Bennett Fearnley-Whittingstall) fue una tenista del Reino Unido que ganó seis títulos de dobles en torneos de Grand Slam entre 1927 y 1931.

## Carrera
Aunque la mayoría de sus éxitos fueron en dobles femeninos o dobles mixtos, Whittingstall llegó a la final de individuales del Torneo de Roland Garros de 1928 y del Campeonato de EE. UU. en 1931. Perdió ambas finales en sets corridos ante Helen Wills Moody. Ganó dos veces el título de dobles femeninos en el Campeonato de Francia: en 1928 con Phoebe Holcroft Watson y en 1931 con Betty Nuthall. Whittingstall y Nuthall perdieron la final de 1932 ante el equipo de Moody y Elizabeth Ryan.
Whittingstall se asoció con Ermyntrude Harvey para llegar a la final de dobles femeninos en Wimbledon en 1928, perdiendo ante el equipo de Watson y Peggy Saunders 2–6, 3–6. También se asoció con Shoemaker para ganar el título de dobles femeninos en el Campeonato nacional de Estados Unidos de 1931, derrotando a Helen Jacobs y Dorothy Round Little en la final en dos sets. Whittingstall se asoció dos veces con Henri Cochet para ganar el título de dobles mixtos en el Campeonato de Francia. En 1928 y 1929, derrotaron al equipo de Moody y Frank Hunter en la final. Whittingstall y Cochet perdieron la final de dobles mixtos en Francia en 1930 ante el equipo de Bill Tilden y Cilly Aussem.

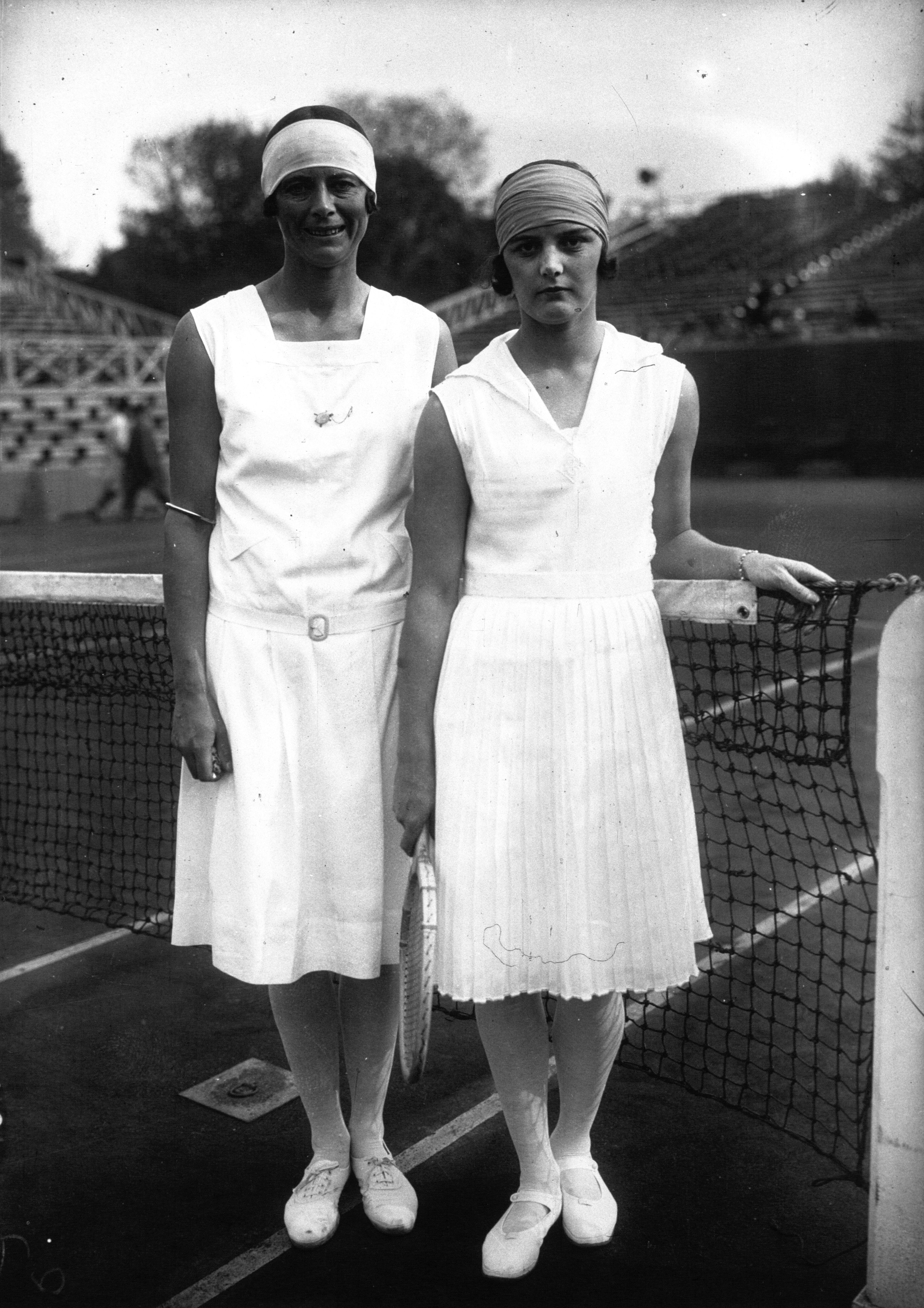
Bennett (derecha) y Phoebe Holcroft Watson en el Campeonato de Francia de 1928

Whittingstall y Cochet ganaron el título de dobles mixtos en el Campeonato de EE. UU. de 1927, derrotando a Hazel Wightman y René Lacoste en la final.
Según Arthur Wallis Myers de The Daily Telegraph y el Daily Mail, Whittingstall estuvo clasificada entre las 10 mejores del mundo en 1928, 1929, 1931 y 1932, alcanzando el puesto número 3 del mundo en 1931.
A Bennett se le atribuye ser la primera en usar una falda dividida por encima de la rodilla para el tenis competitivo.

## Vida personal
Se casó el 19 de noviembre de 1929 con Edmund Fearnley-Whittingstall, un pintor, y se divorció en 1936. Se casó con Marcus Marsh, un entrenador de caballos de carreras, el 28 de septiembre de 1936 y dio a luz a una hija el 7 de marzo de 1937. Se divorció de Marsh a principios de 1947 y se casó con Geoffrey Ackroyd en junio de 1947. Se casó por cuarta y última vez en junio de 1957 con Carl Vyvyan Forslind, quien le sobrevivió.

## Finales de Grand Slam

### Individuales (2 subcampeonatos)
| Resultado | Año  | Campeonato                     | Superficie | Oponente    | Resultado |
| --------- | ---- | ------------------------------ | ---------- | ----------- | --------- |
| Derrota   | 1928 | Torneo de Roland Garros        | Arcilla    | Helen Wills | 1–6, 2–6  |
| Derrota   | 1931 | Campeonato Nacional de EE. UU. | Césped     | Helen Wills | 4–6, 1–6  |

### Dobles (3 títulos, 2 subcampeonatos)
| Resultado | Año  | Campeonato                | Superficie | Pareja            | Oponentes                      | Resultado |
| --------- | ---- | ------------------------- | ---------- | ----------------- | ------------------------------ | --------- |
| Victoria  | 1928 | Torneo de Roland Garros   | Arcilla    | Phoebe Holcroft   | Suzanne Devé Sylvie Jung       | 6–0, 6–2  |
| Derrota   | 1928 | Wimbledon                 | Césped     | Ermyntrude Harvey | Peggy Saunders Phoebe Holcroft | 2–6, 3–6  |
| Victoria  | 1931 | Campeonato de Francia     | Arcilla    | Betty Nuthall     | Cilly Aussem Elizabeth Ryan    | 9–7, 6–2  |
| Victoria  | 1931 | Abierto de Estados Unidos | Césped     | Betty Nuthall     | Helen Jacobs Dorothy Round     | 6–2, 6–4  |
| Derrota   | 1932 | Torneo de Roland Garros   | Arcilla    | Betty Nuthall     | Elizabeth Ryan Helen Wills     | 1–6, 3–6  |

### Dobles mixtos (3 títulos, 1 subcampeonato)
| Resultado | Año  | Campeonato                | Superficie | Pareja       | Oponentes                             | Resultado     |
| --------- | ---- | ------------------------- | ---------- | ------------ | ------------------------------------- | ------------- |
| Victoria  | 1927 | Abierto de Estados Unidos | Césped     | Henri Cochet | Hazel Hotchkiss Wightman René Lacoste | 6–2, 6–0, 6–3 |
| Victoria  | 1928 | Torneo de Roland Garros   | Arcilla    | Henri Cochet | Helen Wills Frank Hunter              | 6–2, 6–3      |
| Victoria  | 1929 | Torneo de Roland Garros   | Arcilla    | Henri Cochet | Helen Wills Frank Hunter              | 6–3, 6–2      |
| Derrota   | 1930 | Torneo de Roland Garros   | Arcilla    | Henri Cochet | Cilly Aussem Bill Tilden              | 4–6, 4–6      |

## Cronograma de torneos de Grand Slam individuales
| G | F | SF | CF | #R | RR | Q# | DNQ | A | NH |

(G) ganador; (F) finalista; (SF) semifinalista; (CF) cuartofinalista; (#R) rondas 4, 3, 2, 1; (RR) round-robin; (Q#) ronda de clasificación; (NC) no calificó; (A) ausente; (NS) no sostenido; (PA) porcentaje de acertamiento (eventos ganados / competido); (V–D) récord de victorias y derrotas.
| Torneo                        | 1925  | 1926  | 1927  | 1928  | 1929  | 1930  | 1931  | 1932  | 1933  | 1934  | 1935  | SR de Carrera |
| ----------------------------- | ----- | ----- | ----- | ----- | ----- | ----- | ----- | ----- | ----- | ----- | ----- | ------------- |
| Campeonatos Australianos      | A     | A     | A     | A     | A     | A     | A     | A     | A     | A     | A     | 0 / 0         |
| Campeonatos de Francia        | A     | A     | SF    | F     | SF    | 2R    | 2R    | CF    | CF    | A     | A     | 0 / 7         |
| Wimbledon                     | 1R    | 2R    | 3R    | CF    | 4R    | 2R    | 4R    | CF    | 4R    | 2R    | 4R    | 0 / 11        |
| Campeonatos de Estados Unidos | A     | A     | 3R    | A     | A     | A     | F     | A     | A     | A     | A     | 0 / 2         |
| SR                            | 0 / 1 | 0 / 1 | 0 / 3 | 0 / 2 | 0 / 2 | 0 / 2 | 0 / 3 | 0 / 2 | 0 / 2 | 0 / 1 | 0 / 1 | 0 / 20        |